# Heng Pov
Heng Pov (tiếng Khmer: Heng Pov ហេង ពៅ) (sinh ngày 1 tháng 12 năm 1957) là Thứ trưởng Ngoại giao và trợ lý Bộ trưởng Nội vụ Campuchia, đồng thời là Cảnh sát trưởng thành phố Phnôm Pênh, và là cố vấn riêng cho Thủ tướng Hun Sen.

## Tiểu sử
Heng Pov sinh ra tại tỉnh Kandal trong một gia đình có hai dòng máu Hoa-Việt. Năm 1981, Heng Pov kết hôn với Tung Thi Van, con gái của Tung Pov, đại diện chính phủ Việt Nam có trụ sở tại Phnôm Pênh. Năm sau, Heng Pov gia nhập lực lượng cảnh sát. Heng Pov bị bắn vào chân trong khi làm nhiệm vụ cảnh sát vào năm 1992, và chân trái của ông bị cắt cụt. Vào tháng 7 năm 2006, khi ông đang ở Malaysia để chữa trị cho vết thương ở chân, các quan chức Campuchia tuyên bố rằng ông bị truy nã với nhiều tội danh, bao gồm tham nhũng, tàng trữ vũ khí bất hợp pháp, liên quan đến một số vụ giết người nổi tiếng và sở hữu tiền giả. Heng Pov đã phản ứng bằng cách tìm kiếm quy chế tị nạn ở Malaysia, và bằng cách đưa ra một tuyên bố dài buộc tội một số quan chức cao cấp của Campuchia, bao gồm Tổng cục trưởng Tổng cục Cảnh sát Quốc gia Hok Lundy, về tham nhũng và liên quan đến một số vụ giết người bịt miệng, trong đó có nữ diễn viên tài hoa bạc mệnh Piseth Pilika.
Trong khi các quan chức Malaysia đang xem xét yêu cầu tị nạn của Heng Pov, các quan chức Campuchia đã xét xử và kết án ông vắng mặt; Bộ trưởng Thông tin Campuchia Khieu Kanharith nói "nếu (anh ta) nói rằng anh ta biết về tội ác trong chính phủ, điều đó có nghĩa là anh ta là đồng phạm của những tội ác này. Vì vậy, anh ta không có quyền xin tị nạn chính trị."
Vào tháng 12 năm 2006, Phần Lan tuyên bố sẵn sàng cấp quy chế tị nạn cho Heng Pov; thay vào đó, vài giờ trước khi ông được cho là rời khỏi Malaysia để đến Phần Lan, Malaysia đã trao ông cho chính quyền Campuchia, và họ bèn đưa ông quay trở lại Campuchia trong một chiếc máy bay riêng vào ngày 19 tháng 12 năm 2006, tại đây ông bị bắt và kết án tù chung thân nhiều lần. Vợ và ba trong số sáu người con của ông hiện đang cư trú ở Phần Lan, nơi họ đã được cấp tư cách là người tị nạn chính trị.
Khieu Thakvika, phát ngôn viên của Bộ Ngoại giao Campuchia, nói rằng nếu Phần Lan "hối hận" về Heng Pov, Campuchia có thể gửi nhiều tội phạm đến Phần Lan. 